# アクチュアリー記法

アクチュアリー記号の例
1. 一時払純保険料
2. 即時払
3. 年齢 x 歳、保険期間 n 年
4. 死亡時の支払
5. m 年据置
6. 利力を2倍にする

アクチュアリー記法はアクチュアリーが、利率や生命表などを扱う数式のための記法。
国際アクチュアリー記法は、1954年国際アクチュアリー会議で採択されたアクチュアリー文献での統一記法。

## 例

### 利息
- i : 利率
- v : 現価率
{\displaystyle v={\frac {1}{1+i}}}
- d : 割引率
{\displaystyle d={\frac {i}{1+i}}}
- i(k) : 年 k 回利息繰入（k 回転化）の場合の名目利率
{\displaystyle 1+i=\left(1+{\frac {i^{(k)}}{k}}\right)^{k}}
- δ : 利力
{\displaystyle \delta =\lim _{k\to \infty }i^{(k)}=\log(1+i)}

### 生命表
- lx : x 歳の生存者数
- ω : 最終年齢（生存者数が 0 となる最小の年齢）
- dx : x 歳から x + 1 歳までの死亡者数
{\displaystyle d_{x}=l_{x}-l_{x+1}}
- qx : x 歳から x + 1 歳までの死亡率
{\displaystyle q_{x}={\frac {d_{x}}{l_{x}}}}
- px : x 歳から x + 1 歳までの生存率
{\displaystyle p_{x}={\frac {l_{x+1}}{l_{x}}}}
{\displaystyle p_{x}+q_{x}=1}
- ex : x 歳の平均余命
{\displaystyle e_{x}=p_{x}+p_{x+1}+\cdots +p_{\omega -1}}